# Cultuur Kwartier Sneek
Cultuur Kwartier Sneek (voorheen Cultureel Kwartier Sneek) is een concentratie aan cultuur gerelateerde gebouwen en organisaties in Sneek. Het Kwartier is gelegen rondom de Westersingel.
Het complex werd gesticht in 2006 om een centrale plaats te kunnen bieden aan muziek, dans, beeldende kunst, theater, kunsteducatie en literatuur, zowel voor professionals als amateurs. Theater Sneek, Centrum voor de Kunsten en Het Bolwerk fuseerden daarnaast organisatorisch. Organisaties, gebouwen en instellingen die in het project participeerden waren Theater Sneek, Het Bolwerk, de Noorderkerk, het Centrum Voor de Kunsten, de Grote of Martinikerk, Bibliotheek Sneek, Galerie BAS en Ouderenwerk De Poort.
Voor de komst van het Cultuur Kwartier werden vele gebouwen in de omgeving van de Westersingel gerenoveerd of nieuw gebouwd. Theater Sneek (de blikvanger van het Kwartier, ontworpen door Alberts & Van Huut) en het atrium van het Cultuur Kwartier waren nieuwbouw, terwijl de onderwijslocaties, Het Bolwerk en de Noorderkerk werden gerenoveerd. De andere gebouwen werden in hun huidige staat aan het project toegevoegd.
In 2012 onderging het Cultureel Kwartier een naamswijziging. De naam Cultureel Kwartier is gewijzigd in Cultuur Kwartier Sneek. Het Centrum voor de Kunsten heeft de naam Kunstencentrum Atrium gekregen, vernoemd naar de binnenplaats in het nieuwe gebouw. Poppodium Het Bolwerk en Theater Sneek behielden hun bestaande naam.